# Dystaenia
- Commons
- Wikispecies

Dystaenia é um género botânico pertencente à família Apiaceae.